# Hrabstwo Fulton (Georgia)

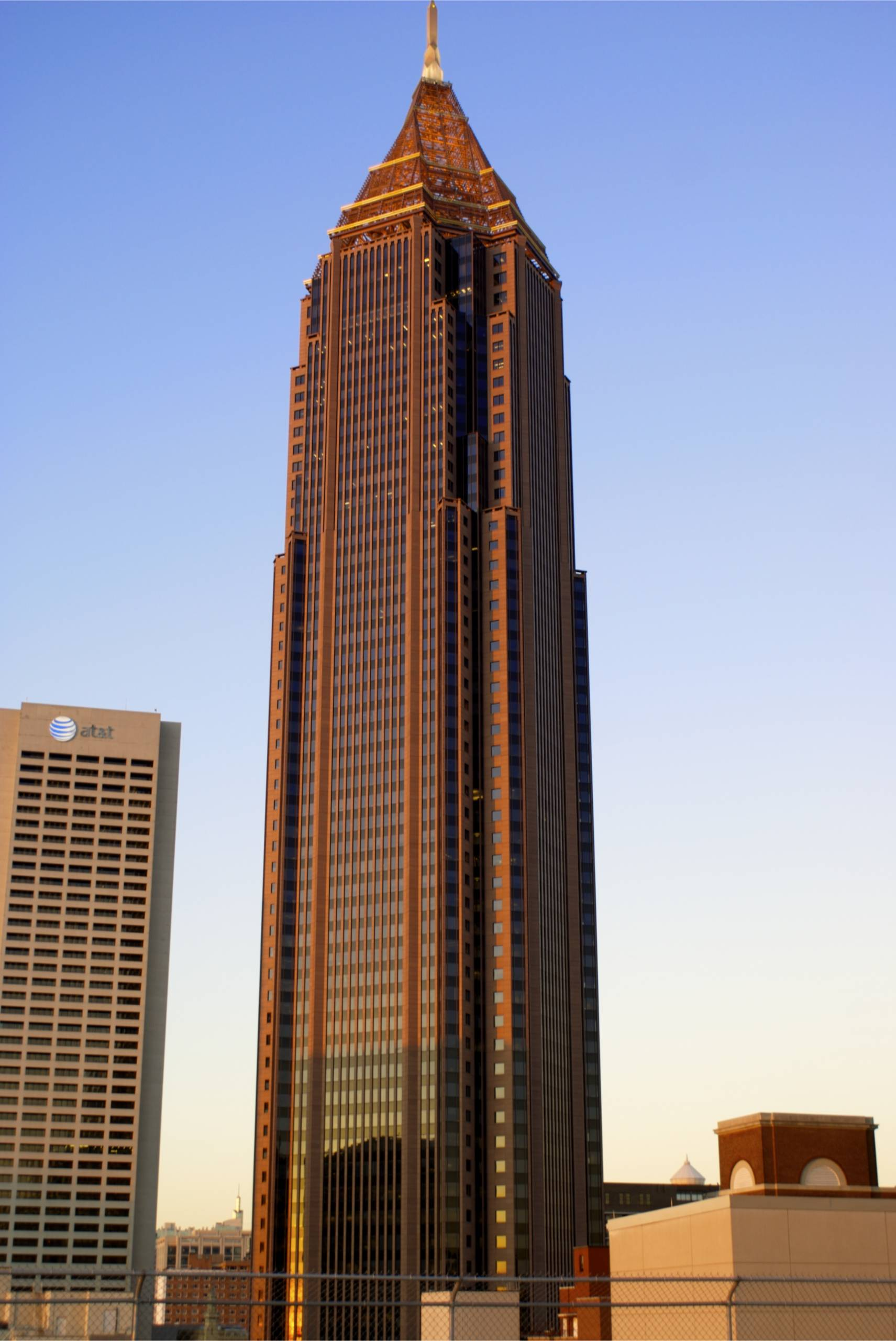
Bank of America Plaza (Atlanta) jest najwyższym budynkiem w stanie

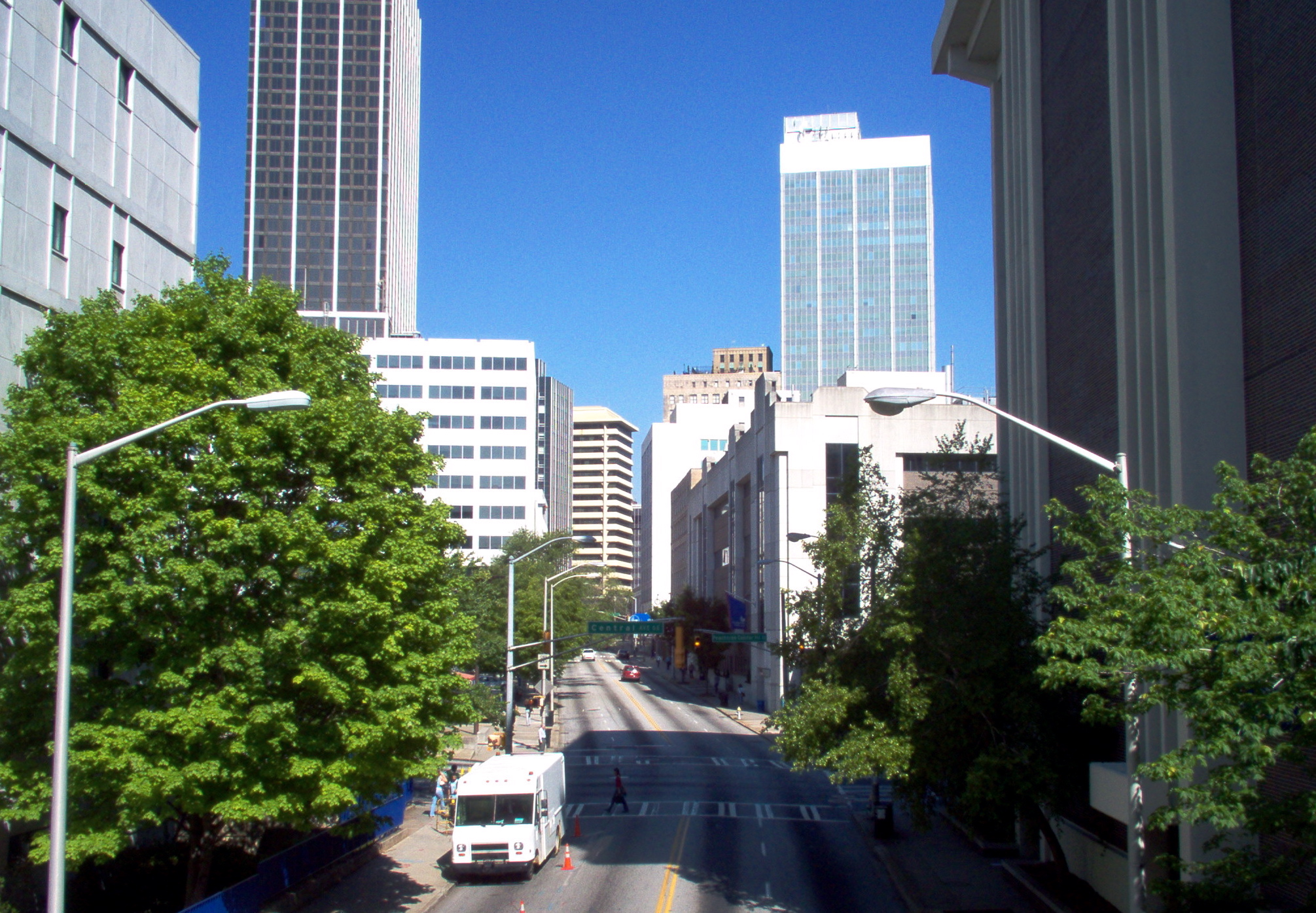
Widok na Georgia State University

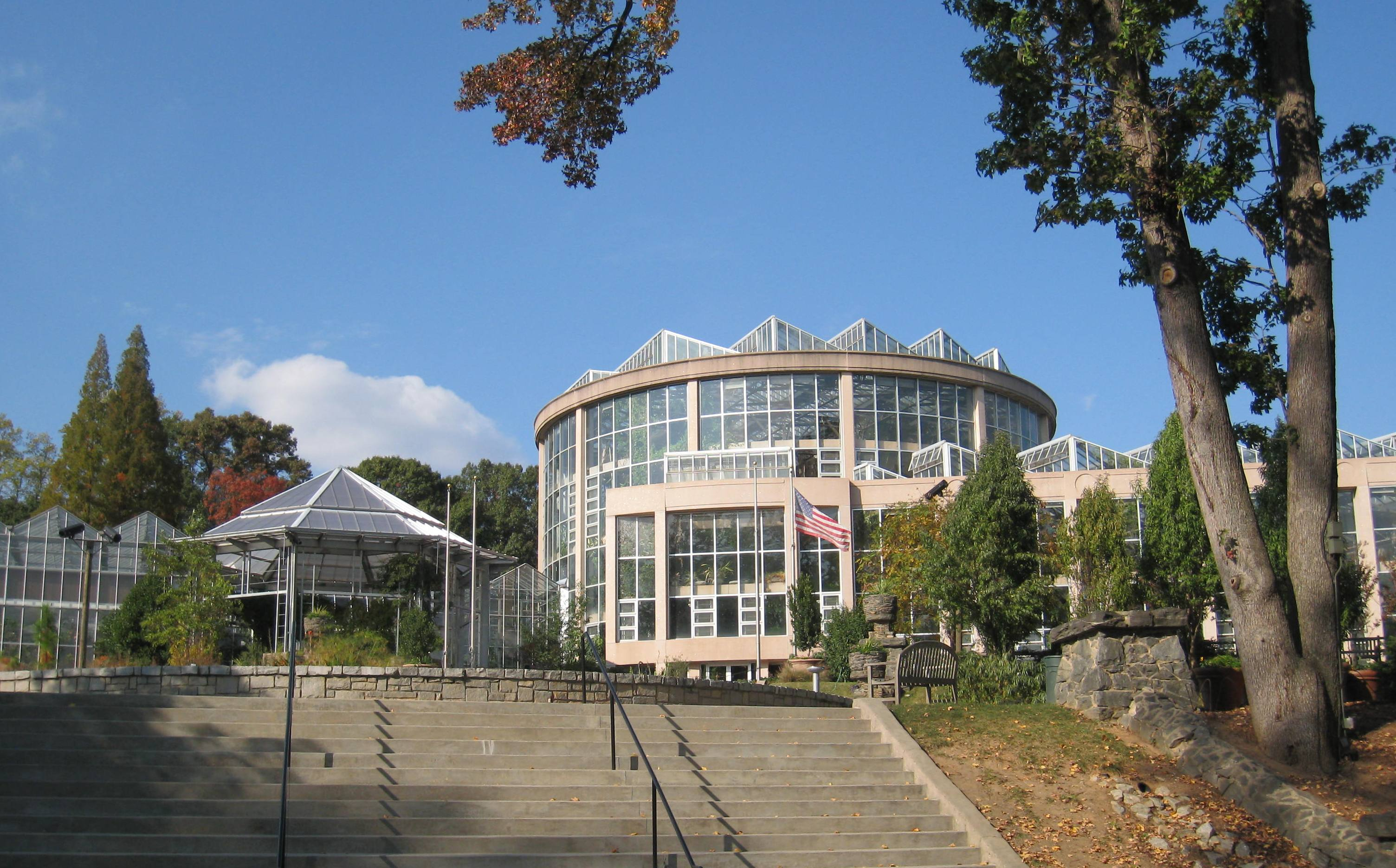
Ogród botaniczny w Atlancie

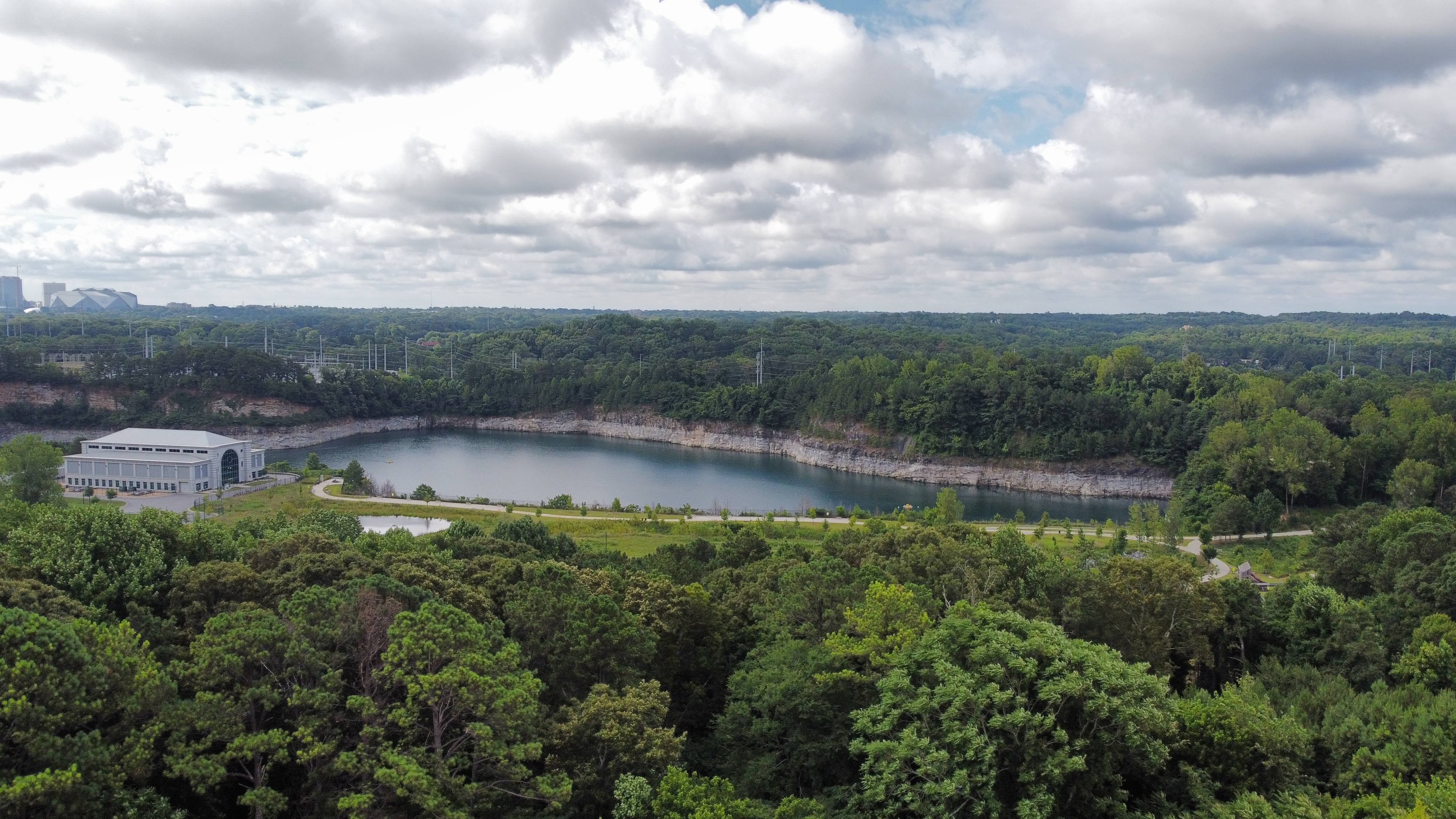
Kamieniołom Bellwood w Westside Reservoir Park

Hrabstwo Fulton (ang. Fulton County) – hrabstwo w stanie Georgia. Według spisu w 2020 roku liczy ponad 1 milion mieszkańców i jest najludniejszym hrabstwem stanu. Obejmuje 90% miasta Atlanta, oraz kilka innych miast należących do obszaru metropolitalnego Atlanty.

## Geografia
Całkowita powierzchnia wynosi 1 386 km². Z tego 15 km² (1.11%) stanowi woda. Pozycja Atlanty jest dominująca. Znajduje się w samym centrum i dzieli je w połowie.

### Sąsiednie hrabstwa
- Hrabstwo Cherokee – północny zachód
- Hrabstwo Forsyth – północny wschód
- Hrabstwo Gwinnett – wschód
- Hrabstwo DeKalb – wschód
- Hrabstwo Clayton – południe
- Hrabstwo Fayette – południe
- Hrabstwo Coweta – południowy zachód
- Hrabstwo Carroll – zachód
- Hrabstwo Douglas – zachód
- Hrabstwo Cobb – zachód

### Większe miasta
- Atlanta
- South Fulton
- Sandy Springs
- Roswell
- Johns Creek
- East Point
- Alpharetta
- Union City
- College Park
- Fairburn
- Milton
- Mountain Park

## Historia
Powstało w 1853 roku poprzez secesję zachodniej części hrabstwa DeKalb. W 1840 roku władze w stołecznym Decatur odmówiły pozwolenia na budowę terminalu kolejowego, gdyż hałas straszył zwierzęta. Miasto, w którym powstało po zmienie planów nazwano Terminus. 23 września 1843 roku zmieniono na Marthasville, a dwa lata później 29 września na Atlanta.
Powszechnie uważa się, że zostało nazwane na cześć Roberta Fultona, konstruktora statku parowego. Niektórzy uważają, że celem było uczczenie Hamiltona Fultona, inżyniera uczestniczącego w budowie Kolei Zachodniej i Atlantyckiej. Niemniej, władze hrabstwa potwierdzają, że chodziło o Roberta.
W 1864 roku podczas wojny secesyjnej generał major wojsk Unii William Sherman nakazał palenie wszystkich zasobów, plonów rolnych i innych zapasów, które znajdują się na drodze jego armii. Miało to zapobiec zaopatrywaniu się Konfederatów w potrzebne materiały na tych terenach. Była to taktyka spalonej ziemi. Kazał oszczędzić Roswell, ponieważ mieszkał tam jego kuzyn. Dlatego znajdują się tam zabytki sprzed wojny.
W 1931 roku podczas Wielkiego Kryzysu, zlikwidowano i przyłączono sąsiednie hrabstwa Campbell i Milton. Celem była oszczędność na administracji. Dało to Fulton dzisiejszy niezgrabny i długi kształt wzdłuż rzeki Chattahoochee. Aktualnie rozciąga się na 70 mil (112,65 km).
W 1952 roku odbyło się ostatnie na dużą skalę przyłączenie mniejszych miejscowości. Było to aż 118 mil kwadratowych. M.in. bogate Buckhead, by uzyskać jak najwięcej białych wyborców. W 2005 roku nadano prawa miejskie Sandy Springs, by zapobiec wcieleniu do Atlanty.

## Demografia
W latach 2010–2020 populacja hrabstwa wzrosła o 15,9% przekraczając 1 milion mieszkańców. Według danych z 2020 roku, 43,6% stanowili czarnoskórzy Amerykanie lub Afroamerykanie, 43,4% ludność biała (39,3% nie licząc Latynosów),  7,3% to Azjaci, 3,5% miało rasę mieszaną, 0,4% to rdzenna ludność Ameryki i 0,04% pochodziło z wysp Pacyfiku. Latynosi stanowili 7,2% ludności hrabstwa.
Poza osobami pochodzenia afroamerykańskiego, do największych grup w hrabstwie należą osoby pochodzenia angielskiego (7,6%), niemieckiego (6,6%), irlandzkiego (5,8%), „amerykańskiego” (5,2%), hinduskiego (3,9%), meksykańskiego (3,6%) i włoskiego (3,0%).
Afroamerykanie stanowią znaczną większość na południu hrabstwa, w South Fulton nawet stanowiąc ponad 90% populacji. Serce hrabstwa – Atlanta – w połowie jest zamieszkana przez społeczność afroamerykańską. Obszary na północ od Atlanty (w tym Johns Creek i Alpharetta) zamieszkane są w większości przez białe społeczności nielatynoskie, oraz posiadają duże populacje azjatyckie.

## Religia
W 2020 roku do największych denominacji w hrabstwie należą: Kościół katolicki (174,5 tys. członków), Zjednoczony Kościół Metodystyczny (98,9 tys.), Narodowa Konwencja Baptystyczna USA (69,9 tys.) i Południowa Konwencja Baptystów (63,3 tys.). Lokalne bezdenominacyjne zbory ewangelikalne zrzeszały 54,5 tys. członków i różne Kościoły zielonoświątkowe znacznie ponad 30 tys. członków. Wśród religii niechrześcijańskich (ponad 1% populacji) największe społeczności tworzyli muzułmanie (29,9 tys.), żydzi (20,8 tys.) i świadkowie Jehowy (15,6 tys.). 

## Polityka
Hrabstwo Fulton jest zarządzane przez siedmioosobową Radę Komisarzy, wybieranych na czteroletnią kadencję. Sześciu członków jest komisarzami okręgowymi, a przewodniczący reprezentuje całe hrabstwo Fulton. 
Hrabstwo jest postrzegane jako silnie demokratyczne, gdzie w 2020 roku 72,6% wyborców oddało głos na Joe Bidena, w porównaniu dla 26,2% na Donalda Trumpa. W 2022 roku Rada Komisarzy jest reprezentowana przez 4 Demokratów i 3 Republikanów.